# 1015 هـ
1015 هـ هي سنة في التقويم الهجري امتدت مقابلةً في التقويم الميلادي بين سنتي 1606 و1607.

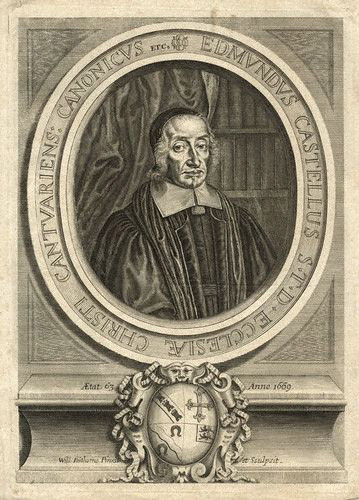
إدمند كاستل

## أحداث
- 10 رجب - التوقيع على معاهدة زيتفاتوروك التي أنهت حرب طويلة بين الدولة العثمانية وملكية هابسبورغ.
- 20 شعبان - الأمير عبد الله ابن الشيخ المأمون يهزم عمه أبو فارس عبد الله ويدخل مراكش ويستبيحها بالكامل.
- تأسيس جامع بايز أغا في محافظة أربيل.

## وفيات
- صبغة الله البروجي، فقيه متصوف هندي.
- سالم السنهوري، فقيه مصري كان مفتي المالكية في عصره.